# IC 5190
IC 5190 ist eine Balken-Spiralgalaxie vom Hubble-Typ SBbc im Sternbild Tukan am Südsternhimmel, welche etwa 364 Millionen Lichtjahre von der Milchstraße entfernt ist.
Das Objekt wurde am 16. Juli 1904 von Royal Harwood Frost entdeckt.